# Joseph Antoine Sosthènes d'Armand de Chateauvieux
Pour les autres membres de la famille, voir Famille d'Armand de Châteauvieux.
Pour les articles homonymes, voir Chateauvieux.

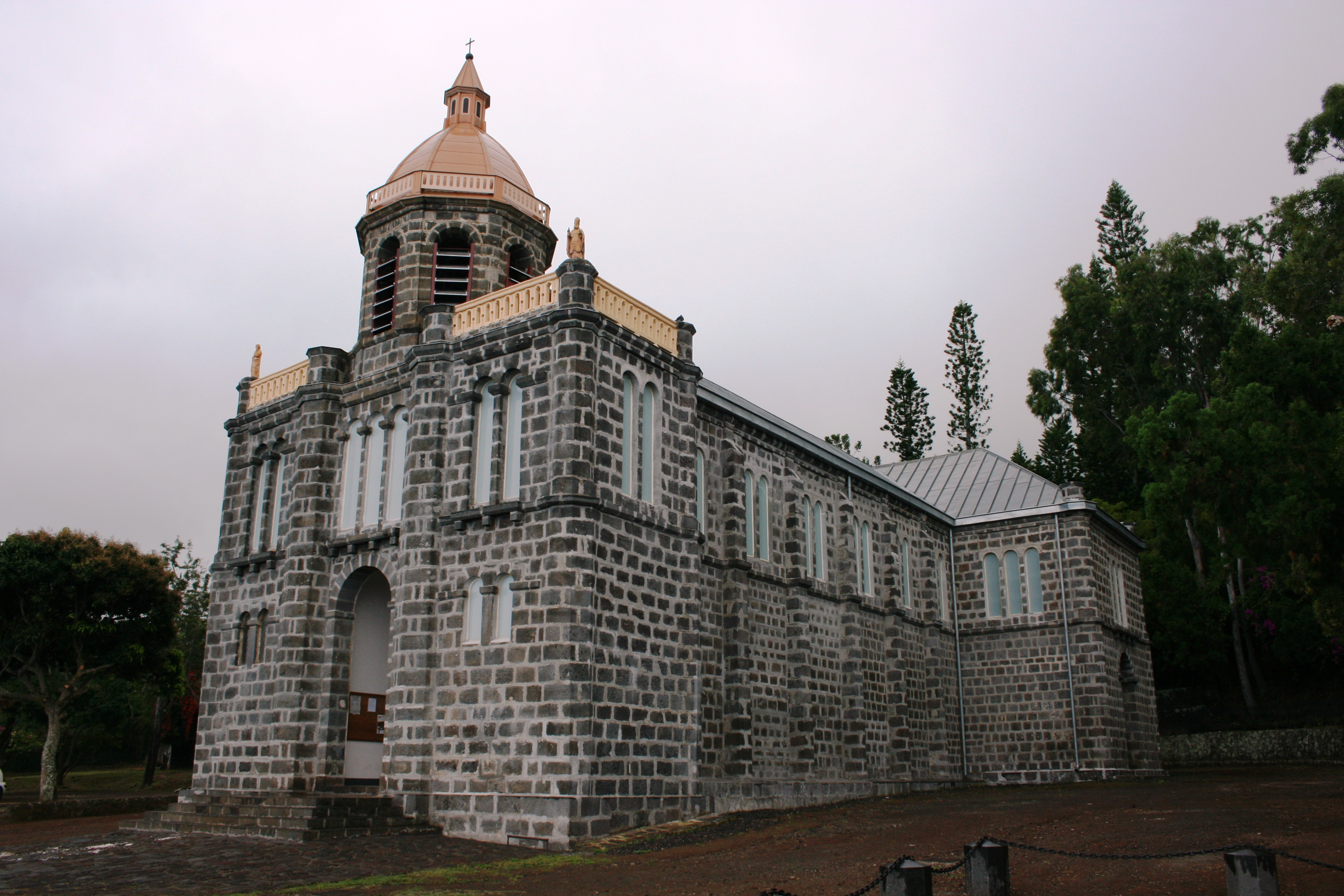
Vue de l'église des Colimaçons, construite par Joseph Antoine Sosthènes d'Armand de Chateauvieux à compter de 1860.

Joseph Antoine Sosthènes d'Armand de Chateauvieux, est un ingénieur français spécialiste de l'industrie sucrière, né le 28 janvier 1804 à Chevannes, en Bourgogne, et mort le 9 janvier 1885 à La Réunion.

## Biographie
Joseph Antoine Sosthènes d'Armand de Chateauvieux travaille dès son premier emploi dans l'industrie sucrière, dans une raffinerie de sucre à Choisy. Il rencontre ensuite par hasard  Charles Desbassayns, de passage à Paris à la recherche d'ingénieurs agronomes à recruter pour le développement de l'industrie sucrière de l'Ile de La Réunion. Charles Desbassayns, convaincus des talents du jeune ingénieur qu'il décide de recruter, est le fils d'Ombline Desbassayns, l'une des grandes propriétaires foncière de l'île, l'une des plus grandes fortunes et l'un des personnages les plus célèbres de l'histoire de La Réunion. 
Il s'installe à la Réunion au début des années 1830 et travaille pour la famille Desbassayns, gérant des domaines sucriés et batissant des usines. Allié à eux par son mariage avec Céline de Villèle, fille du ministre Joseph de Villèle et de Barbe Mélanie Ombeline Panon Desbassayns, fille d'Ombline, il développe une fortune personnelle qui lui permet d'acquérir en 1857 un domaine agricole dans les Hauts de Saint-Leu où il construit ce qui deviendra le conservatoire botanique national de Mascarin. Ombline lui offre deux esclaves comme cadeau de mariage, qu'il affranchit immédiatement. Il est également le bâtisseur de l'église des Colimaçons voisine, également protégée au titre des Monuments historiques, et où il est enterré. Par la suite maire de Saint-Leu, conseiller général de La Réunion et président de la chambre d'agriculture de La Réunion, il est l'auteur d'une histoire de sa commune. 
Il est en outre l'arrière-grand-père de Marie-Thérèse de Chateauvieux, femme politique, et l'arrière-arrière-grand-père de Jacques de Chateauvieux, homme d'affaires.